# Danau Mawang
Danau Mawang är en sjö i Indonesien. Den ligger i den centrala delen av landet, 1 400 km öster om huvudstaden Jakarta. Danau Mawang ligger 12 meter över havet.Omgivningarna runt Danau Mawang är en mosaik av jordbruksmark och naturlig växtlighet.